# Obeidcultuur
| Geschiedenis van Mesopotamië |                                              |                                              |                                              |                                                                        |                                                                        |                                                                        |                                                                        |
| Prehistorisch Mesopotamië pre–3100 v. Chr. Hassunacultuur 6400-5800 Samarracultuur 5500-4800 Halafcultuur 5500-4500 Obeidcultuur 5500-4000 Urukperiode 4000-3100                              |                                              |                                              |                                              |                                                                        |                                                                        |                                                                        |                                                                        |
| Sumerië Jemdet Nasr-periode 3100-2900 Vroeg-dynastieke periode 2900-2350 Ebla 2500-2350 — Mari 2900- 1750 Akkadische Rijk 2350-2150 Guti-overheersing 2212–2120 Neo-Sumerische Rijk 2120–2004 |                                              |                                              |                                              |                                                                        |                                                                        |                                                                        |                                                                        |
| Tijd van Isin en Larsa 2004–1763 v. Chr. | Tijd van Isin en Larsa 2004–1763 v. Chr.     | Tijd van Isin en Larsa 2004–1763 v. Chr.     | Tijd van Isin en Larsa 2004–1763 v. Chr.     | Oud-Assyrische periode 2000–1756 v. Chr.                               | Oud-Assyrische periode 2000–1756 v. Chr.                               | Oud-Assyrische periode 2000–1756 v. Chr.                               | Oud-Assyrische periode 2000–1756 v. Chr.                               |
| Babylonië Oud-Babylonische Rijk 1750-1595 |                                              |                                              |                                              |                                                                        |                                                                        |                                                                        |                                                                        |
| Karduniaš 1590-1100 Midden-Babylonische Rijk | Karduniaš 1590-1100 Midden-Babylonische Rijk | Karduniaš 1590-1100 Midden-Babylonische Rijk | Karduniaš 1590-1100 Midden-Babylonische Rijk | Mitanni 15e eeuw Midden-Assyrische Rijk 1400-1200 Hanigalbat 1400-1200 | Mitanni 15e eeuw Midden-Assyrische Rijk 1400-1200 Hanigalbat 1400-1200 | Mitanni 15e eeuw Midden-Assyrische Rijk 1400-1200 Hanigalbat 1400-1200 | Mitanni 15e eeuw Midden-Assyrische Rijk 1400-1200 Hanigalbat 1400-1200 |
| Nieuw-Assyrische Rijk 900-609 |                                              |                                              |                                              |                                                                        |                                                                        |                                                                        |                                                                        |
| Nieuw-Babylonische Rijk 626-539 |                                              |                                              |                                              |                                                                        |                                                                        |                                                                        |                                                                        |
| Portaal Geschiedenis Portaal Mesopotamië |                                              |                                              |                                              |                                                                        |                                                                        |                                                                        |                                                                        |

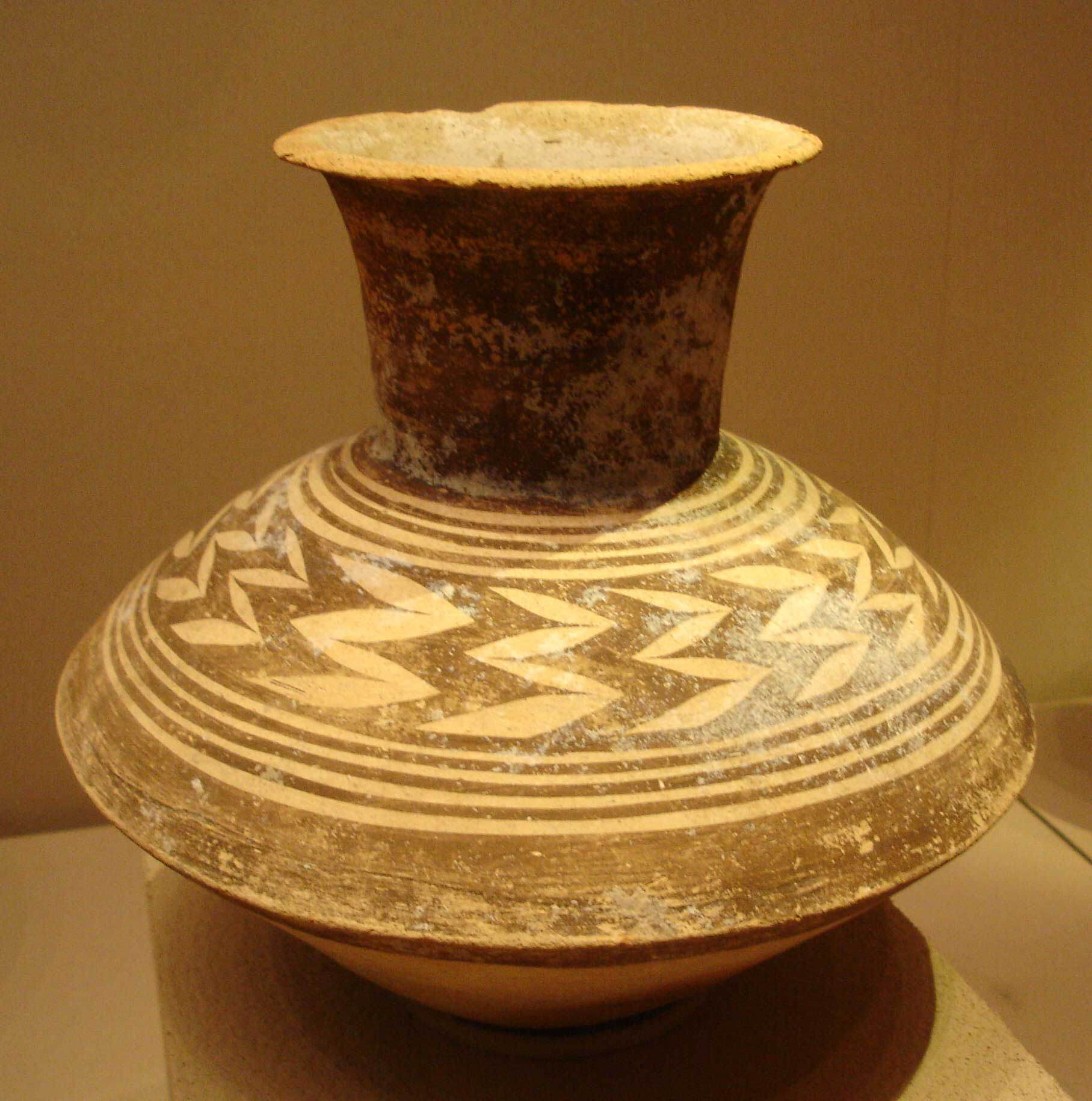
Aardewerk van de Obeidcultuur

De Obeidcultuur of Ubaidcultuur was een archeologische cultuur in Mesopotamië. In het Zuid-Mesopotamië wordt de periode van 6500 tot 3800 v.Chr. gedateerd, in het noorden loopt de periode van 5300 tot 4300 v.Chr. De periode is vernoemd naar de typesite Obeid, waar de archeologische assemblage voor het eerst herkend werd. Deze Obeidcultuur bracht de eerste nederzettingen voort op de alluviale vlakte van zuidelijk Mesopotamië.

## Periodes
De Obeidperiode wordt wel onderverdeeld in Vroeg-Obeid en Laat-Obeid of in vijf fasen:
- Obeid 0, iets voor 6000 - 5500 v.Chr., ook wel aangeduid als Oueili
- Obeid 1, 5500 - 5200 v.Chr., ook wel aangeduid als Eridoe
- Obeid 2, 5200 - 5000 v.Chr., ook wel aangeduid als Hajji Muhammad. In deze periode breidde de invloed uit buiten Mesopotamië
- Obeid 3, 5000 - 4500 v.Chr., waarbij langzaam de Halafcultuur werd vervangen
- Obeid 4, 4500 - 4000 v.Chr., waarbij de invloed tot in Anatolië reikte

Obeid 1, soms Eridu genoemd naar de belangrijkste plaats uit die tijd, is alleen aangetroffen in het uiterste zuiden van Irak, aan wat toen de kust van de Perzische Golf was. De zeespiegel stond toen lager dan nu, zodat een flink deel van het gebied van deze periode onder water en onder door de Tigris en Eufraat afgezet slib ligt. Deze fase vertoont een duidelijk verband met de noordelijker gelegen Samarracultuur en zag de vestiging van de eerste permanente nederzetting ten zuiden van de 125 mm-isohyeet. Deze mensen pionierden met de teelt van granen in extreem droge omstandigheden, wat mogelijk werd gemaakt door de hoge grondwaterstand in het zuiden van Irak.
Tijdens Obeid 2 werd vanuit de grotere nederzettingen een grootschalig netwerk van kanalen aangelegd. Irrigatielandbouw, die waarschijnlijk eerst ontwikkeld werd bij Choga Mami (4700 - 4600 v.Chr.) en zich toen snel verbreidde, was het eerste noodzakelijke samenwerkingsproject en het eerste voorbeeld van gecentraliseerde coördinatie van arbeid.
Tijdens Obeid 3 en 4 trad er een sterke en snelle verstedelijking op en verbreidde de Obeidcultuur zich naar het noorden van Mesopotamië waar hij (na een hiaat) de Halafcultuur verving. Door de Obeidcultuur gemaakte artefacten zijn gevonden van de Middellandse Zee tot Oman. Mogelijk was dit het gevolg van handel, maar ook migratie kan het geval zijn geweest.

## Maatschappij
De Obeidcultuur wordt gekenmerkt door grote dorpen die bestonden uit rechthoekige huizen met muren van in de zon gebakken baksteen en met veel kamers. Door het gebruik van baksteen kon men grotere gebouwen bouwen maar het is uitgesloten dat men al tempels bouwde. Waarschijnlijk ging het hier over vergaderzalen waar de dorpsoudsten samenkwamen.Belangrijk is de opkomst van een hiërarchie van nederzettingen met gecentraliseerde grote nederzettingen van meer dan 10 ha met daaromheen kleinere dorpen met een oppervlakte van minder dan 1 ha. Tot de huishoudelijke artikelen behoorden het voor de Obeidcultuur kenmerkende mooie en kwalitatief goede bruin of groen gekleurd aardewerk dat beschilderd was met zwarte of bruine geometrische patronen. Voor de vervaardiging daarvan werd blijkbaar een draaibare schijf gebruikt, maar het pottenbakkerswiel was nog niet bekend. Gereedschap, zoals sikkels, werd in het zuiden vaak gemaakt van gebakken klei; in het noorden werd natuursteen en soms metaal gebruikt.
In de Obeidperiode ontstond ook een duidelijke en steeds sterker wordende sociale stratificatie en sociale ongelijkheid. Dit valt vooral te merken in enkele immense bouwprojecten die enkel en alleen maar mogelijk zijn indien men hiervoor samenwerkt onder het gezag van een enkeling. Morton Fried en Elman Service zien in deze periode een erfelijke elite ontstaan, die connecties had met de tempels en hun graanschuren en mogelijk moesten zorgen voor het oplossen van conflicten en het handhaven van de orde. 
Verder ontstonden in deze periode bouwwerken die te groot waren voor de nederzettingen die ze moesten onderhouden. Waarschijnlijk hadden ze een regionale functie. Door onvoldoende onderzoek in Mesopotamië zelf is dat nog niet met zekerheid te zeggen, maar bij Susa in Elam ligt dat anders: in de omringende nederzettingen zijn geen sporen van tempels aangetroffen zodat de tempel van Susa het heiligdom was voor de hele streek.
De Obeidcultuur is duidelijk niet in het zuiden ontstaan: er zijn duidelijke overeenkomsten met eerdere culturen in Midden-Irak maar de kolonisten in het uiterste zuiden namen hun cultuur mee.

## Economie
Een belangrijke vernieuwing in de Obeidperiode is de invoering van controlemechanismen: voor het eerst worden zegels en stempels gebruikt en vanaf ca. 4000 v.Chr. worden de eerste kleitabletten aangetroffen met nog zeer eenvoudige aantekeningen. Uit de symbolen die voor de eerste administratiesystemen werden gebruikt heeft zich langzaam het schrift ontwikkeld.
Verder is er een duidelijke indeling in drie sociale groepen te zien: de boeren die intensieve landbouw bedreven met gewassen en dieren die uit het noorden kwamen, in tenten wonende nomadische herders en in rieten hutten wonende jagers en vissers aan de kust.